# Cabecera de Indígenas Primer Cuartel
Cabecera de Indígenas Primer Cuartel är ett samhälle i Mexiko, tillhörande kommunen Donato Guerra i sydvästra delen av delstaten Mexiko. Samhället är mycket närbeläget till Cabecera de Indígenas Segundo Cuartel och hade 2 440 invånare vid folkräkningen år 2010, vilket gör Cabecera de Indígenas Primer Cuartel till kommunens fjärde största samhälle.